# Élections législatives de 1986 en Saône-et-Loire
Les élections législatives françaises de 1986 ont lieu le 16 mars 1986. Dans le département de Saône-et-Loire, six députés sont à élire dans le cadre d'un scrutin proportionnel par liste départementale à un seul tour.

## Élus
| Député élu        |  | Parti    |
| ----------------- |  | -------- |
| Pierre Joxe       |  | PS       |
| André Billardon   |  | PS       |
| Jean-Pierre Worms |  | PS       |
| Dominique Perben  |  | RPR      |
| André Jarrot      |  | RPR      |
| René Beaumont     |  | UDF (PR) |

Démissionnaire, André Jarrot est remplacé par Roger Couturier, suivant de liste, à partir du 30 septembre 1986.

## Listes en présence

### Extrême gauche (LO)
| N° | Candidats             | Parti | Parti | Principales fonctions   |
| -- | --------------------- | ----- | ----- | ----------------------- |
| 01 | Marie-Thérèse Deroche |       | LO    | Ouvrière fraiseuse      |
| 02 | Roger Laroche         |       | LO    | Levageur-pontonnier     |
| 03 | René Hainz            |       | LO    | Soudeur                 |
| 04 | René Boudier          |       | LO    | Enseignant              |
| 05 | Chantal Lepron        |       | LO    | Employée à l'équipement |
| 06 | Catherine Bouton      |       | LO    | Agent hospitalier       |
|    |                       |       |       |                         |
| 07 | Armand Gaudiau        |       | LO    | Agent hospitalier       |
| 08 | Christian Coste       |       | LO    | Technicien P et T       |

### Extrême gauche (MPPT)
| N° | Candidats              | Parti | Parti | Principales fonctions                            |
| -- | ---------------------- | ----- | ----- | ------------------------------------------------ |
| 01 | Daniel Sotty           |       | MPPT  | Métallurgiste aux Câbles d'Autun                 |
| 02 | Jean-Paul Villette     |       | MPPT  | Métallurgiste SEVA à Chalon                      |
| 03 | Danièle Poinot         |       | MPPT  | Agricultrice à Sainte-Hélène                     |
| 04 | Gilbert Froidurot      |       | MPPT  | Enseignant au LEP d'Autun                        |
| 05 | Odile Zunino-Thibaudin |       | MPPT  | Responsable d'un service pour adultes handicapés |
| 06 | Jean-Pierre Boulanger  |       | MPPT  | Architecte                                       |
|    |                        |       |       |                                                  |
| 07 | Alain Davanture        |       | MPPT  | Chauffeur à Montceau-les-Mines                   |
| 08 | Christian Allaume      |       | MPPT  | Employé de banque à Mâcon                        |

### Parti communiste français
| N° | Candidats          | Parti | Parti | Principales fonctions                                                                                           |
| -- | ------------------ | ----- | ----- | --- |
| 01 | Lucien Bossu       |       | PCF   | Ouvrier, Chalon-sur-Saône, secrétaire fédéral du PCF                                                            |
| 02 | André Faivre       |       | PCF   | Conseiller général du canton de Montceau-les-Mines-Sud et conseiller municipal de Montceau-les-Mines, maçon     |
| 03 | Chantal Bathias    |       | PCF   | Conseillère municipale de Mâcon, employée de banque                                                             |
| 04 | Louis Cantat       |       | PCF   | Conseiller municipal de Digoin, menuisier                                                                       |
| 05 | Marcel Vernizeau   |       | PCF   | Agent technique                                                                                                 |
| 06 | André Juillard     |       | PCF   | Conseiller général du canton de Saint-Martin-en-Bresse et maire de Saint-Martin-en-Bresse, principal de collège |
|    |                    |       |       | |
| 07 | Michel Veaux       |       | PCF   | Professeur |
| 08 | Patrick Souteyrand |       | PCF   | Contremaitre en bâtiment                                                                                        |

### Majorité présidentielle (PS-MRG)
| N° | Candidats                   | Parti | Parti | Principales fonctions |
| -- | --------------------------- | ----- | ----- | --- |
| 01 | Pierre Joxe                 |       | PS    | Ministre de l'Intérieur et de la Décentralisation, Conseiller référendaire à la Cour des Comptes, conseiller municipal de Chalon-sur-Saône |
| 02 | André Billardon             |       | PS    | Député sortant et conseiller général du canton d'Autun-Nord, président du Groupe socialiste à l'Assemblée nationale, professeur            |
| 03 | Jean-Pierre Worms           |       | PS    | Député sortant et adjoint au maire de Mâcon, sociologue                                                                                    |
| 04 | Maurice Mathus              |       | PS    | Député sortant, conseiller général du canton de Chalon-sur-Saône-Nord et conseiller municipal de Chalon-sur-Saône, ouvrier                 |
| 05 | Roland Cottin               |       | PS    | Conseiller général du canton de Gueugnon et maire de Gueugnon, directeur du Centre départemental de formation des apprentis agricoles      |
| 06 | Claudette Léchenault-Brunet |       | MRG   | Conseillère municipale de Bouzeron, enseignante                                                                                            |
|    |                             |       |       | |
| 07 | Bernard Loiseau             |       | PS    | Premier adjoint au maire du Creusot, agent technique                                                                                       |
| 08 | Roger Gautheron             |       | PS    | Conseiller général du canton de Tournus et maire de Tournus, retraité                                                                      |

### Divers gauche (MRG diss.)
| N° | Candidats            | Parti | Parti           | Principales fonctions                                                                            |
| -- | -------------------- | ----- | --------------- | ------------------------------------------------------------------------------------------------ |
| 01 | Jean Girardon        |       | DVG (MRG diss.) | Conseiller général du canton de Mont-Saint-Vincent et maire de Mont-Saint-Vincent, universitaire |
| 02 | Marcel Vitte         |       | DVG (MRG diss.) | Inspecteur honoraire Éducation Nationale                                                         |
| 03 | Maurice Chambrion    |       | DVG (MRG diss.) | Médecin généraliste                                                                              |
| 04 | Jacqueline Ackermann |       | DVG (MRG diss.) | Adjoint au maire de Gourdon                                                                      |
| 05 | René Martin          |       | DVG (MRG diss.) | Chef d'entreprise                                                                                |
| 06 | Jean-Luc Montegut    |       | DVG (MRG diss.) | Conseiller municipal de Saint-Martin-la-Patrouille, technicien supérieur                         |
|    |                      |       |                 |                                                                                                  |
| 07 | Louis Debailleul     |       | DVG (MRG diss.) | Maire de Saint-Germain-lès-Buxy, surveillant des services médicaux                               |
| 08 | Guy Pernot           |       | DVG (MRG diss.) | Inspecteur principal des P et T.                                                                 |

### Union pour la démocratie française
| N° | Candidats          | Parti | Parti   | Principales fonctions |
| -- | ------------------ | ----- | ------- | --- |
| 01 | René Beaumont      |       | UDF-PR  | Conseiller général du canton de Cuiseaux, président du conseil général et maire de Varennes-Saint-Sauveur, docteur vétérinaire |
| 02 | Gérard Voisin      |       | UDF-PR  | Conseiller général du canton de Mâcon-Centre et maire de Charnay-lès-Mâcon, garagiste                                          |
| 03 | Jean Ducerf        |       | UDF-PR  | Conseiller général du canton de Charolles et maire de Vendenesse-lès-Charolles, chef d'entreprise                              |
| 04 | Patrick Defontaine |       | UDF-CDS | Conseiller général du canton d'Épinac et conseiller municipal d'Épinac, docteur en médecine                                    |
| 05 | Maurice Juillot    |       | UDF-PR  | Conseiller général du canton de Givry et maire de Mercurey, exploitant forestier et viticulteur                                |
| 06 | Florence Heuillard |       | UDF     | Professeur, adjointe au maire d'Autun                                                                                          |
|    |                    |       |         | |
| 07 | Michel Furno       |       | UDF     | Entrepreneur en bâtiment, conseiller municipal de Montceau-les-Mines                                                           |
| 08 | François Breuil    |       | UDF     | Ingénieur des Arts et Métiers, conseiller municipal de Cluny                                                                   |

### Rassemblement pour la République
| N° | Candidats             | Parti | Parti | Principales fonctions |
| -- | --------------------- | ----- | ----- | --- |
| 01 | Dominique Perben      |       | RPR   | Conseiller général du canton de Chalon-sur-Saône-Ouest et maire de Chalon-sur-Saône, administrateur civil                 |
| 02 | André Jarrot          |       | RPR   | Conseiller général du canton de Montceau-les-Mines-Nord, Maire de Montceau-les-Mines, ancien ministre et député, retraité |
| 03 | Roger Couturier       |       | RPR   | Conseiller général du canton de Mâcon-Sud, chef d'entreprise                                                              |
| 04 | Jean-Patrick Courtois |       | RPR   | Attaché principal de préfecture, maire de Dompierre-les-Ormes                                                             |
| 05 | Raymond Béné          |       | RPR   | Médecin |
| 06 | Henri Mathey          |       | RPR   | Négociant en volailles |
|    |                       |       |       | |
| 07 | Sylvia Fuchey         |       | RPR   | Secrétaire |
| 08 | Hubert Thura          |       | RPR   | Cadre commercial, maire de Fontaines                                                                                      |

### Front national
| N° | Candidats             | Parti | Parti | Principales fonctions |
| -- | --------------------- | ----- | ----- | --------------------- |
| 01 | Michel Collinot       |       | FN    | Député européen       |
| 02 | André Le Vert         |       | FN    | officier retraité     |
| 03 | Chantal Vahé          |       | FN    | horticultrice         |
| 04 | Gérard Blondot        |       | FN    | Notaire               |
| 05 | Jean Morin            |       | FN    | Viticulteur           |
| 06 | Francis Catherin      |       | FN    | Retraité              |
|    |                       |       |       |                       |
| 07 | Mireille Coule        |       | FN    | Mère de famille       |
| 08 | Nadine Bas-dit-Nugues |       | FN    | papetière             |

## Résultats

### Résultats à l'échelle du département
| Liste Parti politique | Liste Parti politique | Tête de liste         | Tour unique | Tour unique | Sièges |
| Liste Parti politique | Liste Parti politique | Tête de liste         | Voix        | %           | Sièges |
| --------------------- | --- | --------------------- | ----------- | ----------- | ------ |
|                       | Pour la Saône-et-Loire Parti socialiste (MRG)                                                                              | Pierre Joxe           | 96 137      | 33,97       | 3      |
|                       | Pour le renouveau de la Saône-et-Loire Rassemblement pour la République                                                    | Dominique Perben      | 80 156      | 28,32       | 2      |
|                       | Pour que la Saône-et-Loire gagne Union pour la démocratie française                                                        | René Beaumont         | 49 977      | 17,66       | 1      |
|                       | Liste présentée par le Parti communiste français Parti communiste français                                                 | Lucien Bossu          | 24 118      | 8,52        | 0      |
|                       | Liste de Rassemblement national présentée par le Front national Front national                                             | Michel Collinot       | 19 956      | 7,05        | 0      |
|                       | Liste du Mouvement des radicaux de gauche diss. Mouvement des radicaux de gauche                                           | Jean Girardon         | 6 917       | 2,44        | 0      |
|                       | Liste Lutte ouvrière Lutte ouvrière                                                                                        | Marie-Thérèse Deroche | 4 346       | 1,54        | 0      |
|                       | Liste du Mouvement pour un parti des travailleurs Saône-et-Loire Extrême gauche (Mouvement pour un parti des travailleurs) | Daniel Sotty          | 1 423       | 0,50        | 0      |
|                       | |                       |             |             |        |
| Inscrits              | Inscrits | Inscrits              | 394 244     | 100,00      | 6      |
| Abstentions           | Abstentions | Abstentions           | 95 471      | 24,22       |        |
| Votants               | Votants | Votants               | 298 773     | 75,78       |        |
| Blancs et nuls        | Blancs et nuls | Blancs et nuls        | 15 743      | 5,27        |        |
| Exprimés              | Exprimés | Exprimés              | 283 030     | 94,73       |        |